# Achiridae

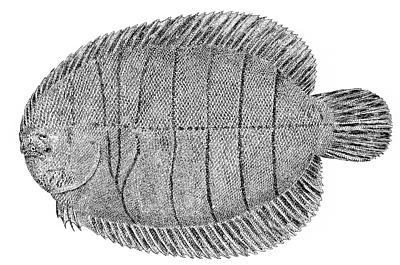
Trinectes maculatus

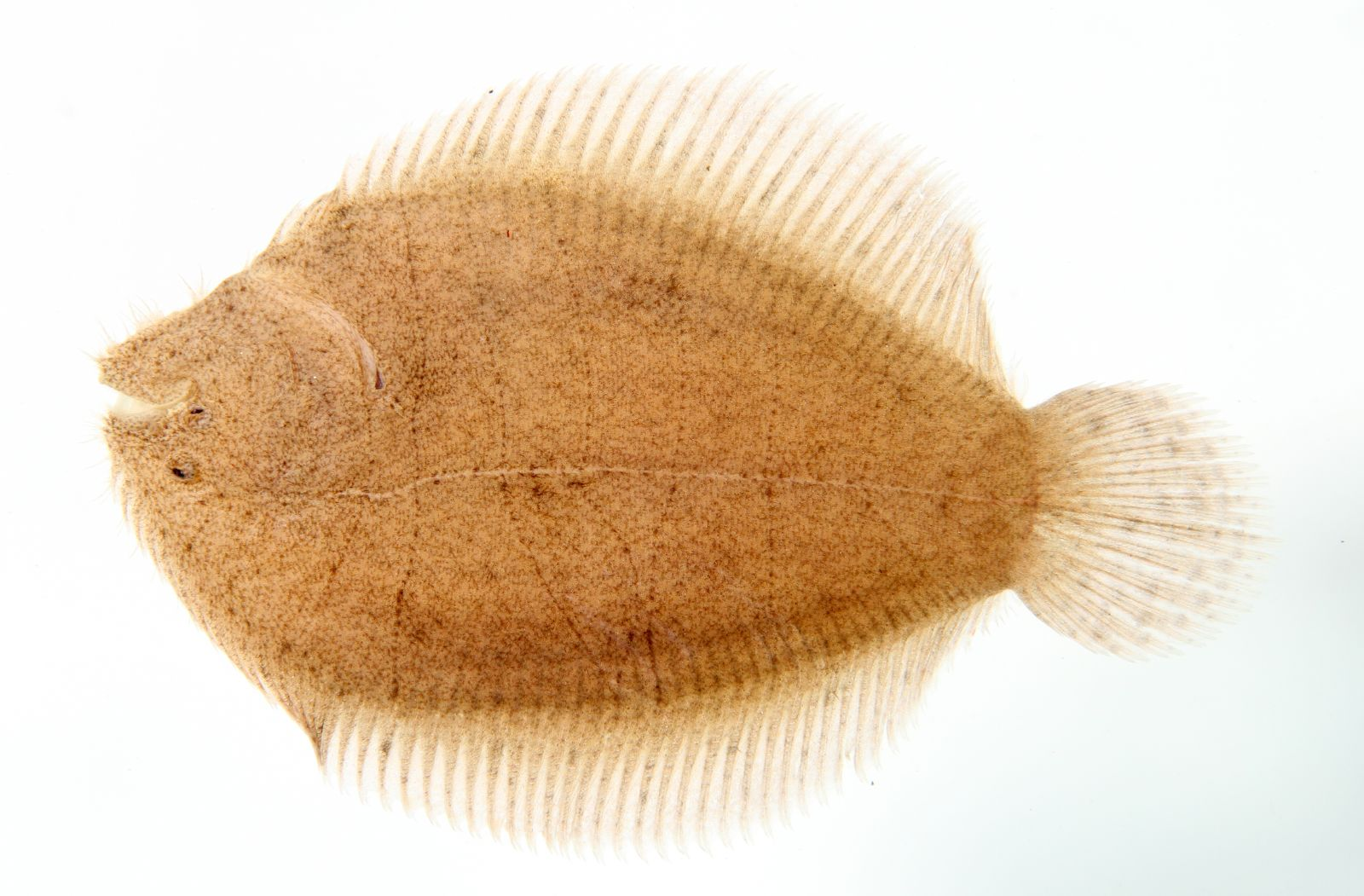
Hypoclinemus mentalis

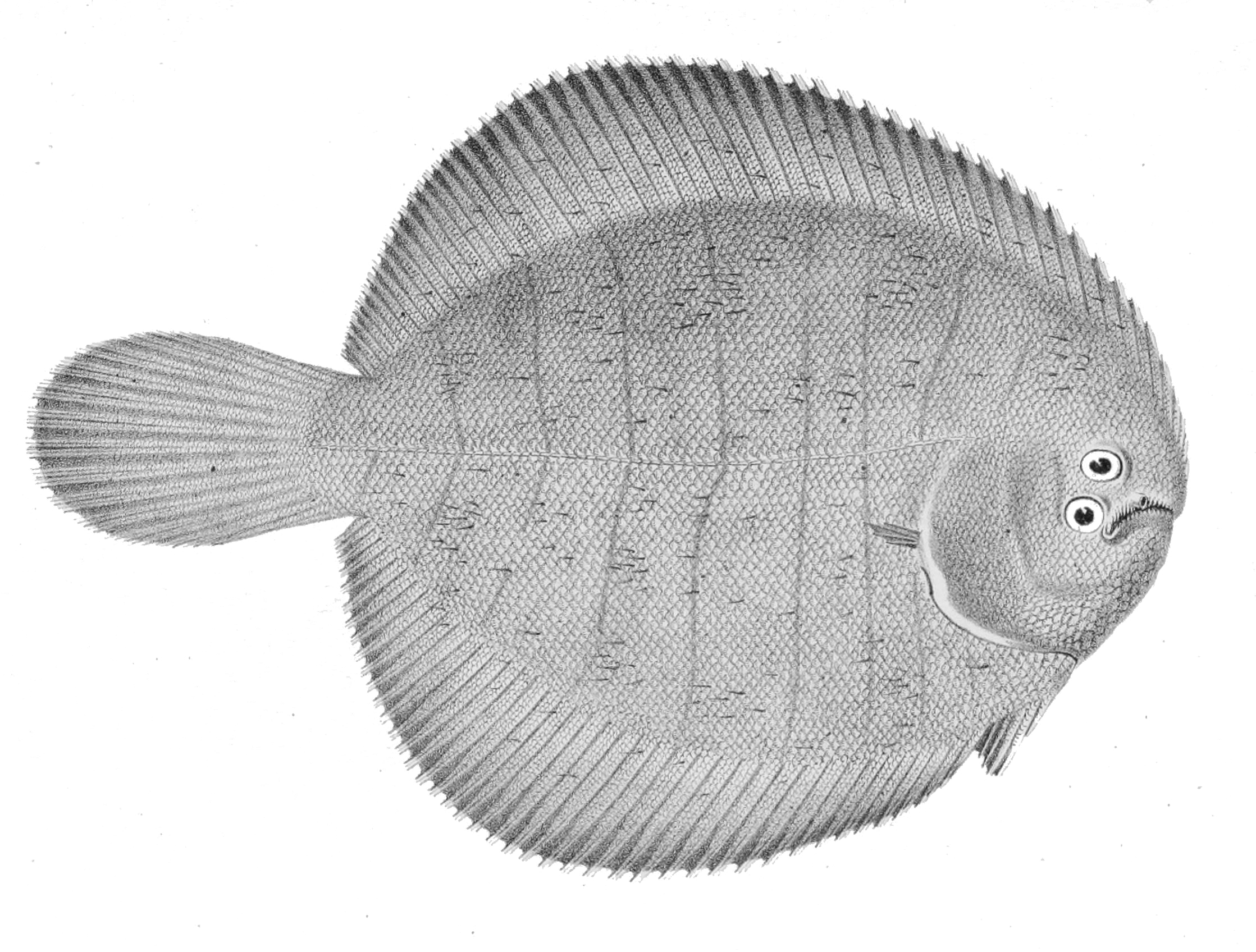
Achirus mazatlanus

Achiridae – rodzina morskich ryb z rzędu flądrokształtnych (Pleuronectiformes).

## Klasyfikacja
Rodzaje zaliczane do tej rodziny:
- Achiropsis
- Achirus
- Apionichthys
- Catathyridium
- Gymnachirus
- Hypoclinemus
- Pnictes
- Soleonasus
- Trinectes